# Meus Prêmios Nick de Gata Trendy
O Meus Prêmios Nick de Gata Trendy (anteriormente chamada de Gata do Ano) é um dos prêmios oferecidos durante a realização do Meus Prêmios Nick, exibido anualmente pelo canal Nickelodeon, destinado à celebridade feminina mais bonita do ano.

## Vencedoras e indicadas

### Década de 2000
| Vencedora              | Indicadas              |                                                          |
| Meus Prêmios Nick 2002 | Meus Prêmios Nick 2002 | Meus Prêmios Nick 2002                                   |
| ---------------------- | ---------------------- | -------------------------------------------------------- |
|                        | Deborah Secco          | Fernanda Paes Leme Juliana Silveira Kelly Key            |
| Meus Prêmios Nick 2003 |                        |                                                          |
|                        | Daniella Cicarelli     | Deborah Secco Juliana Paes Kelly Key                     |
| Meus Prêmios Nick 2004 |                        |                                                          |
|                        | Daniella Cicarelli     | Deborah Secco Kelly Key Mariana Ximenes                  |
| Meus Prêmios Nick 2005 |                        |                                                          |
|                        | Cléo Pires             | Daniella Cicarelli Juliana Paes Kelly Key                |
| Meus Prêmios Nick 2006 |                        |                                                          |
|                        | Cléo Pires             | Juliana Paes Paolla Oliveira Raica Oliveira              |
| Meus Prêmios Nick 2007 |                        |                                                          |
|                        | Íris Stefanelli        | Fernanda Vasconcellos Monique Alfradique Mariana Ximenes |
| Meus Prêmios Nick 2008 |                        |                                                          |
|                        | Juliana Knust          | Deborah Secco Kelly Key Sabrina Sato                     |
| Meus Prêmios Nick 2009 |                        |                                                          |
|                        | Juliana Paes           | Fiorella Mattheis María Gabriela de Faria Priscila Pires |

### Década de 2010
| Vencedora              | Indicadas              |                                                                 |
| Meus Prêmios Nick 2010 | Meus Prêmios Nick 2010 | Meus Prêmios Nick 2010                                          |
| ---------------------- | ---------------------- | --------------------------------------------------------------- |
|                        | Sabrina Sato           | Cacau Colucci Fernanda Helena Cardoso Grazi Massafera           |
| Meus Prêmios Nick 2011 |                        |                                                                 |
|                        | Mel Fronckowiak        | Giovanna Lancellotti Isis Valverde Sabrina Sato                 |
| Meus Prêmios Nick 2012 |                        |                                                                 |
|                        | Isis Valverde          | Kimberly Dos Ramos Marina Ruy Barbosa Mel Fronckowiak           |
| Meus Prêmios Nick 2013 |                        |                                                                 |
|                        | Marina Ruy Barbosa     | Bruna Marquezine Isis Valverde Natasha Dupeyrón                 |
| Meus Prêmios Nick 2014 |                        |                                                                 |
|                        | Bruna Marquezine       | Marina Ruy Barbosa Isis Valverde Isabelle Drummond              |
| Meus Prêmios Nick 2015 |                        |                                                                 |
|                        | Isabella Santoni       | Anitta Manu Gavassi Sabrina Sato                                |
| Meus Prêmios Nick 2016 |                        |                                                                 |
|                        | Thaynara OG            | Anitta Maju Trindade María Gabriela de Faría Marina Ruy Barbosa |
| Meus Prêmios Nick 2017 |                        |                                                                 |
|                        | Larissa Manoela        | Flavia Pavanelli Bruna Marquezine Thaynara OG                   |
| Meus Prêmios Nick 2018 |                        |                                                                 |
|                        | Anitta                 | Flavia Pavanelli Marina Ruy Barbosa                             |